# زولوم گریگوریان
زولوم نیکوغوسی گریگوریان (ارمنی: Զուլում Նիկողոսի Գրիգորյան؛ زاده ۶ دسامبر ۱۹۳۲ - درگذشته ۳۰ ژوئیهٔ ۲۰۱۸) نقاش اهل ارمنستان بود.

## زندگی‌نامه
وی در ۶ دسامبر ۱۹۳۲ در کراسنودار به دنیا آمد و از انستیتو دولتی هنری و نمایشی ایروان فارغ‌التحصیل گشت.  وی عضو اتحادیه نقاشان ارمنستان می‌باشد. وی همچنین برنده جوایزی همچون نقاش مردمی جمهوری ارمنستان (۲۰۱۰) شد. وی در ۳۰ ژوئیهٔ ۲۰۱۸ در سن ۸۵ سالگی درگذشت.